# یواس‌اس اسکیت (اس‌اس‌ان-۵۷۸)
یواس‌اس اسکیت (اس‌اس‌ان-۵۷۸) (به انگلیسی: USS Skate (SSN-578)) یک زیردریایی بود که طول آن ۲۶۷ فوت ۷ اینچ (۸۱٫۵۶ متر) بود. این زیردریایی در سال ۱۹۵۷ ساخته شد.